# Meta (Misuri)
Meta es una ciudad ubicada en el condado de Osage en el estado estadounidense de Misuri. En el Censo de 2010 tenía una población de 229 habitantes y una densidad poblacional de 255,54 personas por km².

## Geografía
Meta se encuentra ubicada en las coordenadas 38°18′44″N 92°9′56″O / 38.31222, -92.16556. Según la Oficina del Censo de los Estados Unidos, Meta tiene una superficie total de 0.9 km², de la cual 0.9 km² corresponden a tierra firme y (0%) 0 km² es agua.

## Demografía
Según el censo de 2010, había 229 personas residiendo en Meta. La densidad de población era de 255,54 hab./km². De los 229 habitantes, Meta estaba compuesto por el 97.82% blancos, el 0% eran afroamericanos, el 0% eran amerindios, el 0% eran asiáticos, el 0% eran isleños del Pacífico, el 0% eran de otras razas y el 2.18% pertenecían a dos o más razas. Del total de la población el 0.44% eran hispanos o latinos de cualquier raza.